# Liriomyza irazui
Liriomyza irazui är en tvåvingeart som beskrevs av Spencer 1983. Liriomyza irazui ingår i släktet Liriomyza och familjen minerarflugor.
Artens utbredningsområde är Costa Rica. Inga underarter finns listade i Catalogue of Life.